# Toque (capoeira)
Pour les articles homonymes, voir Toque, Toque (équitation) et Toque (football).
 (février 2025).

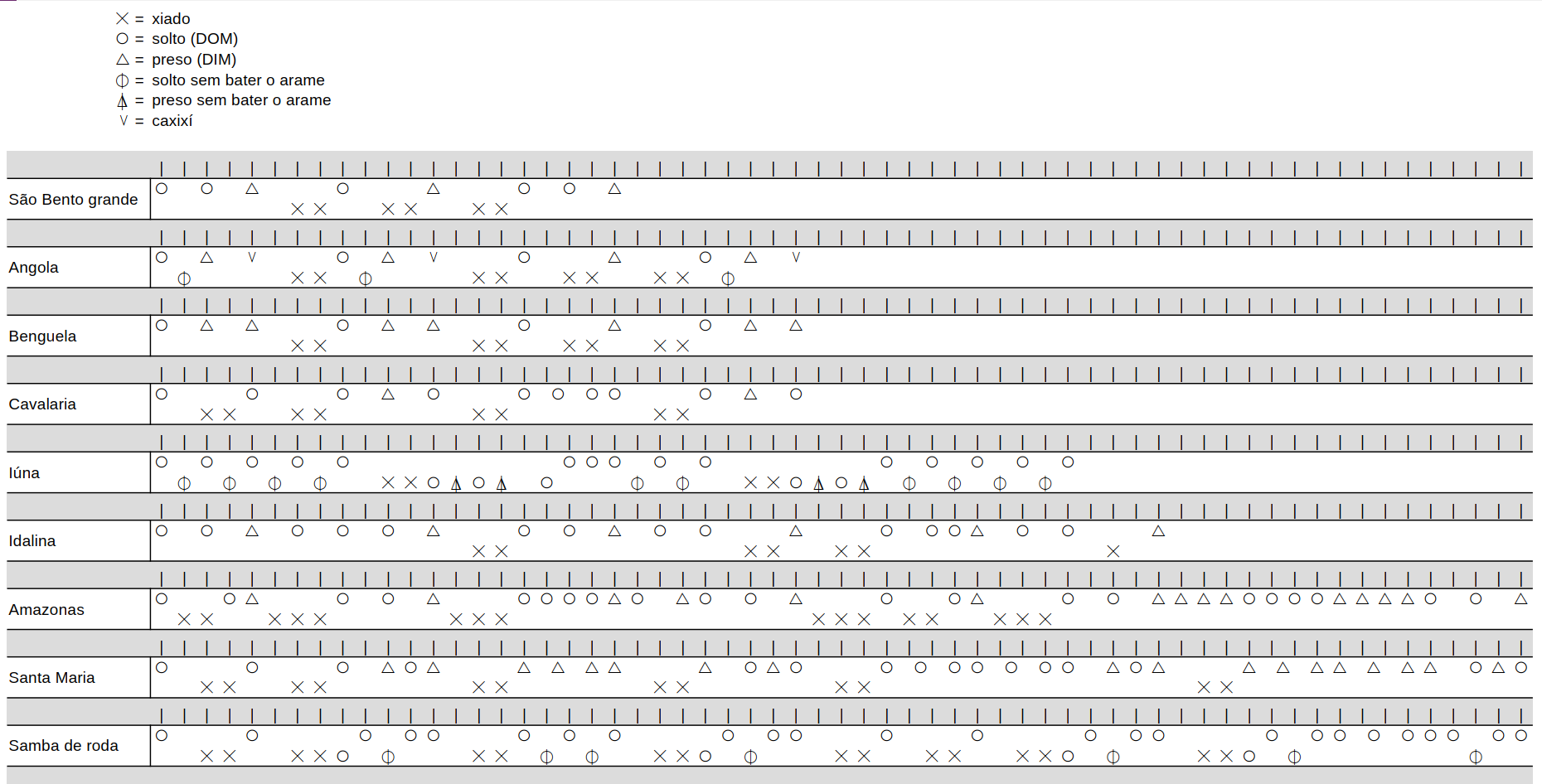
Transcription des toques de berimbau

En capoeira, un toque est un rythme joué par les instruments de la roda. Il y a donc des toques de berimbau, d'atabaque, et de pandeiro.

## Toques de berimbau
Le berimbau dicte la manière de jouer en fonction du toque interprété. Certains toques existent depuis longtemps, d'autres sont créés plus récemment[Quand ?]. Certains sont associés à des styles de jeu qui leur sont antérieurs. Selon l'école et la lignée, on[Qui ?] utilise un ou plusieurs berimbaus. Le medio jouera parfois un toque « contraire » au toque principal, c'est le contra-toque.
itialement enseignés par tradition orale, les différents toques de berimbau peuvent désormais être enseignés grâce à une notation rythmique. La transcription des toques peut se faire grâce à différents systèmes de notation. Ils permettent de noter les différents sons pouvant être exécutés avec un berimbau, ainsi que les temps « vides », afin de retranscrire tous types de toques et variations. Les notations ci-dessous commencent sur le temps fort, contrairement à la tradition orale, où le pratiquant apprend généralement à commencer un toque après le temps fort.
Certains toques sont constitués d'une, deux ou quatre phrases, qui seront répétées.
Signification de la notation des différents sons pouvant être joués avec un berimbau :
- Tsh : Arranhado (grésillé)
- Dom : Solto (relâché)
- Dim : Preso (appuyé)
- Dom-sh : relâché qui revient en grésillé
- Dim-sh : appuyé qui revient en grésillé
- Cax : Caxixi (coup de caxixi où l'on fait résonner les graines)
- Baq : Baqueta (coup de baguette sur la calebasse, peut-être utilisé dans les variations ou pour avertir les gens dans la roda)
- : temps vide (si utilisé seul, ou jonction)

### Types

#### Angola
C'est le toque spécifique de la Capoeira Angola. Il convient pour un jeu proche du sol, malicieux, expressif, théâtral et surtout spontané. Il est utilisé pour accompagner la ladainha, la chula et les chansons de Capoeira Angola. Dans ce rythme, on ne tape pas dans les mains. Dans beaucoup de groupes de capoeira contemporaine, le jeu d'Angola n'est accessible qu'aux gradés car le poids culturel, rituel peut mettre du temps à être assimilé.
- 1 phrase : Cax - Tsh Tsh Dom - Dim - (la calebasse est reposée contre le ventre pour étouffer le Dom avant de la redécoller pour le Dim).
- Contra-toque : São Bento pequeno ou São Bento grande de Angola

#### São Bento Pequeno de Angola
Il est utilisé pour un jeu de dentro léger, agile, un jeu d’exhibition technique très peu répandu en Europe.
C’est un toque intermédiaire entre le toque de Angola et São Bento Grande de Angola.
Il est aussi joué comme contra-toque par le medio dans le toque de Angola.
- 1 phrase : Cax - Tsh Tsh Dim - Dom -

#### São Bento Grande de Angola
C'est le toque le plus rapide de la Capoeira Angola. Le toque de São Bento Grande de Angola est utilisé pour un jeu d’Angola plus rapide et décisif, un jeu libéré et moins proche du sol que l’Angola, avec éventuellement des floreios (mouvements esthétiques). Il est aussi joué comme contra-toque par le médio dans le toque de Angola.
- 1 phrase : Dom - Tsh Tsh Dim - Dom -

#### São Bento Grande da Regional
C'est le toque le plus connu de la Capoeira Regional. Il est créé par Mestre Bimba et caractérise un jeu très rapide, viril et agile, un jeu d'attaques-réponses, un jeu ferme et décisif dans lequel les coups sont forts et explosifs. C'est le rythme le plus souvent associé à la régional (à tel point qu'il est parfois pensé que Regional = São Bento Grande de Regional). Il autorise les coups de pied de ligne et les coups « traumatisants », ce qui en fait le type de jeu le plus effectif en combat.
Le São Bento Grande de Regional est le toque que l’on joue quand le rythme s’accélère ou quand le jeu devient plus agressif. Il est aussi très utilisé dans les démonstrations publiques, les rodas de rue, les événements... et est idéal pour les chansons énergiques.
- 2 phrases : Dim - Tsh Tsh Dom - Tsh - Dim - Tsh Tsh Dom - Dom -

#### Banguela
Ce toque est créé par Mestre Bimba. Le jeu qui correspond à ce rythme n'avait pas été très développé à son époque, mais Bimba le définissait comme un jogo (jeu) de dentro, imbriqué et très technique, destiné à enseigner aux élèves à fermer le corps contre les attaques d'armes blanches.
Le nom Banguela est issu de celui d'une province à l'ouest de l'Angola nommée Benguela. Il s'agit là probablement d'une erreur d'orthographe de la part de Mestre Bimba.
Mestre Camisa du groupe Abadá-Capoeira l'a transformé et rebaptisé Benguela. Il ne s'agit cependant pas du même toque.
- 1 phrase : Cax - Tsh - Dom - Dim -

#### Banguela com passada
Transition du toque de Banguela, ce toque permet le chant et la palma. Le type de jeu ne change pas.
- 1 phrase :  Dim - Tsh - Dom - Dim -

#### Benguela (Abadá Capoeira)
Mestre Camisa, du groupe Abadá-Capoeira, fait des recherches et travaille pendant plusieurs années pour créer une version contemporaine du jeu de Banguela. C'est le jeu le plus lent de la Capoeira Regional, il caractérise un jeu beau et malicieux, assez proche du sol. Il est, avec le São Bento Grande de Regional, l’un des toques les plus souvent utilisés dans la capoeira contemporaine.
La particularité de la Benguela est de « transformer » les mouvements pour se sortir des blocages de façon fluide. C'est ce qui en fait le style de jeu le plus technique de la Capoeira Regional, le plus difficile à jouer. En benguela, les coups « agressifs » (avec choc) ne sont pas admis (comme martelo, ponteira...).
Aucun coup de pied ne peut en théorie dépasser la hauteur de la taille, et on fait le moins de ginga possible.
- 1 phrase : Dim - Tsh Tsh Dom - Dim -
- Contra-toque: Dom - Tsh Tsh Dim - Dim -

#### Iúna
Ce toque de la Capoeira Regional est vraisemblablement créé par Mestre Bimba, qui affirmait s'être inspiré du « chant de l'oiseau » dont il porte le nom, iúna. Il l'avait créé à la base pour développer un jeu esthétique proche du sol, étant donné que ses élèves avaient plutôt l'habitude de jouer debout. Actuellement beaucoup de gens le jouent de façon acrobatique, ce qui est une vraie dérive, mais à présent on distingue iúna lento, medio, rápido... pour un jeu de floreios au sol, intermédiaire, ou acrobatique.
C’est un jeu qui se caractérise principalement par son côté esthétique mais sans pour autant oublier la technique. Les mouvements doivent être amples, souples, moins méfiants, contrôlés (ce n'est pas le rythme dans lequel on essaye des mouvements qu'on ne maîtrise pas), et le jeu exige une coordination parfaite des mouvements, qui est seulement acquise après de nombreuses années de pratique. C'est pourquoi il n'est réservé qu'aux capoeiristes gradés.
À l'époque de Bimba, seuls les plus avancés y avaient accès, ce qui revient à dire que c'était le jeu des contra-mestres. Il est généralement utilisé dans les cérémonies ou à la fin d'une roda. Dans ce rythme, personne ne chante.
Le terme iúna vient du nom abrégé de l'oiseau, inhuma ou anhuma, de la famille des anhimidés. Le mot vient du tupi ña 'um, qui signifie « oiseau noir ». Le nom français de cet oiseau est le kamichi cornu (Anhima cornuta).
- 4 phrases : Dom-sh Dom-sh Dom-sh Dom-sh Dom-sh Tsh Tsh Dom-sh Dom-sh Tsh Dom Dom Dom Dom-sh Dom-sh Dom-sh Tsh Tsh Dom-sh Dom-sh
- Contra-toque : Le médio joue en contre-temps. Quand le gunga joue calebasse collée, le médio doit jouer le rythme calebasse décollée et vice-versa

#### Cavalaria
La cavalaria est le toque d'alerte. À l'époque de l'esclavage, ce toque était utilisé pour informer aux capoeiristes l'arrivée de l'administrateur et, pendant la République (quand la capoeira fut interdite), les capoeiristas utilisaient la cavalaria pour prévenir l'arrivée de la police montée, la cavalerie. Quand il entendaient ce toque pendant leur entraînement au combat, ils se dispersaient ou transformaient leur jeu en dansant la Samba ou en faisant des floreios, pour laisser croire qu'il ne s'agissait que d'un amusement. Dans certains groupes, on utilise maintenant ce toque pour informer le danger dans le jeu, la violence et la discorde à éviter.
Il existe deux toques de Cavalaria. Le plus couramment utilisé est celui qui a été créé par Mestre Bimba, mais il existe un autre, sans doute plus ancien, qui est davantage utilisé en Angola.
- 2 phrases : Dom - Tsh Tsh Dom - Dim - Dom - Tsh Tsh Dom - Dim - Dom - Tsh Tsh Dom - Tsh Tsh Dom - Tsh Tsh Dom - Dim -

#### Santa Maria
Ce toque, également appelé Apanha Laranja no chão, tico-tico, est créé par Mestre Bimba, mais celui-ci le nommait Hino da Capoeira Regional (« Hymne de la capoeira régional ») et ne lui avait pas attribué une manière de jouer. Il est à présent associé à un jeu qui existe depuis longtemps. C'est un jeu qui était commun aux fêtes de Santa Barbara, où un tournoi était organisé pour attraper une récompense placée au milieu de la roda. On début on posait de l'argent à même le sol puis, pour des raisons d'éthique et d'hygiène, on l'a mis dans une toile blanche.
Actuellement[Quand ?], on le joue en plaçant un objet (généralement un caxixí) au milieu de la roda, que l'on doit attraper avec les dents. Celui qui le ramasse gagne. L'adversaire doit l'empêcher en le bloquant, sans déplacer l'objet, ce qui en fait un jeu très technique. Autrefois[Quand ?], on[Qui ?] n'hésitait pas à frapper la tête qui s'approchait du butin, c'est pourquoi on[Qui ?] doit jouer prudemment en Santa Maria, au cas où. On[Qui ?] ne chante normalement pas dans ce rythme, mais il arrive qu'on[Qui ?] utilise la chanson Apanha Laranja no chão, tico-tico pour accompagner le jeu. L'origine du nom de Santa Maria est inconnue, mais il semblerait venir de la ressemblance de mélodie qu'il y a entre les chansons Apanha laranja no chão, tico tico et Santa Maria, Mãe de Deus. Paradoxalement, en Capoeira Regional, Bimba appelle Santa Maria le jeu de Capoeira Angola.
Ce toque contient un contre-temps, et sera noté en 16/4, non en 8/4, notation plus complexe destinée aux avancés.
- 4 phrases : Dom-sh Tsh Tsh Dom -Dom- Dom Dom-sh Tsh Tsh Dom -Dom- Dom Dim-sh Tsh Tsh Dim -Dim- Dim Dim-sh Tsh Tsh Dim -Dom- Dim
- Contra-toque : jouer l'inverse du gunga (pierre collée plutôt que décollée de l'arame, et vice-versa)

#### Santa Maria (de Angola)
Le toque de Santa Maria de Angola est créé par Mestre Bimba et correspond à un jeu qui se jouait autrefois avec des couteaux ou des machettes.
- 1 phrase : Dim - Tsh Tsh Dom -Dim- Dom

#### Idalina
C'est un toque créé par Mestre Bimba, mais il n'a pas eu le temps d'en définir les principes de jeu.
On l'associe maintenant à un jeu qui était jadis pratiqué pour des affrontements mortels, avec des rasoirs ou des couteaux, au pied ou à la main. Les maltas qui s'affrontaient mettaient généralement un foulard en soie autour du cou au cas où une lame viendrait s'y attaquer, pour qu'elle y reste coincée.
Ce toque contient un contre-temps, et sera noté en 16/4, non en 8/4, notation plus complexe destinée aux avancés.
- 4 phrases : Dom-sh Dom-sh Dim-sh Dom-sh Dom-sh Dom-sh Dim--sh - Dom -Dom- Dom Dim -Dom- Dim Dom - Dim Dom Dim--sh

#### Samba de Roda
Ce toque utilisé pour la samba de roda est généralement joué après la roda pour se reposer et décontracter l'ambiance. C'est sur ce rythme que le capoeiriste montre son talent à danser la samba : mouvement souple de la ceinture et regard attentif envers son/sa partenaire. Dans la samba de roda, on danse à deux ou en groupe et, en samba duro, il est permis de se faire tomber en dansant avec des bandas, balayages...
La samba de roda était pratiquée par les esclaves pour se divertir, ou parfois pour masquer leur entraînement à la capoeira, et a donné naissance à la samba moderne.
- 2 phrases : Dom - Tsh Tsh Dom - Tsh Tsh Dom - Tsh Tsh Dom Dom - Dom

#### Miudinho
Le toque de Miudinho est créé par Mestre Suassuna, en accélérant celui du Jogo de dentro. C'est un rythme entre Angola et Regional qui caractérise un jeu rapide, proche, petit, sans contact, dans un espace réduit. C'est un jeu pour s'amuser, un jeu dansant où l'on travaille le swing, la souplesse, l'esthétique.
Maître Suassuna explique avoir créé le miudinho parce qu'il trouvait que les capoeiristes commençaient à jouer trop loin. Il a alors dit « non, non, non, jouez petit, miudinho » et a créé ce rythme pour les entraîner à jouer très proche[réf. nécessaire]. Le toque est « l'inverse » du toque de Cavalaria. Il reprend la même rythmique en inversant les Dom et les Dim.
- 2 phrases : Dim - Tsh Tsh Dim - Dom - Dim - Tsh Tsh Dim - Dom - Dim - Tsh Tsh Dim - Tsh Tsh Dim - Tsh Tsh Dim - Dom -

#### Amazonas
C’est un toque de Capoeira régional créé par Mestre Bimba, mais le jeu qui lui est assigné est créé par Mestre Camisa. Le toque d'Amazonas caractérise un jeu où le pratiquant imite le mouvements des animaux. Il y a certains animaux et déplacements de base mais on ne se limite pas qu'à ça, et la créativité des joueurs peut donner lieu à des trucs inédits, tant que l'expression de l'animal imité y est.
Au niveau du jeu, il n'y a pas de ginga; la « rapidité » est la même que pour la benguela, les coups de pied utilisés aussi. Mais il y a une grande différence. Contrairement à la benguela où l'on ferme son corps quand l'adversaire tente de pénétrer, ici le jeu doit être ouvert. C'est un jeu imbriqué, où les partenaires doivent passer l'un en dessous de l'autre, au-dessus, par les côtés; entre les jambes et les bras tout en bougeant comme un animal.
- Transcription : Tsh Tsh Tsh Dom Tsh Tsh Dom-Dim Tsh Tsh Tsh Dom Dom Dim

#### Lamento
C'est le toque funèbre, utilisé en cas de décès d'un proche, pour les funérailles. Chez Mestre Bimba et dans d'autres académies, on commençait parfois la roda avec un toque de Lamento. On ne joue pas sur ce rythme.
- Transcription : Tsh Tsh Dim, Tsh Tsh Dim, Tsh Tsh Dim-Dom-Dom

#### Jogo de Dentro
Le toque de Jogo de Dentro est un toque de Capoeira de Angola qui, comme son nom l'indique, caractérise un jeu très imbriqué dans un espace de roda très réduit.
- Transcription: Tsh Tsh Dim Dom Dim

#### Jogo de Fora
Le toque de Jogo de Fora est un toque de Capoeira de Angola qui caractérise un jeu debout où l'on ne peut poser les mains au sol.
- Transcription : Tsh Tsh Dom Dim Dom

#### Samango
C’est un toque créé par Mestre Canjiquinha, semblable au toque de Cavalaria de Angola. Il caractérise un jeu de Dentro dans lequel on ne joue que sur le côté, en utilisant les esquives et les coups latéraux. On peut également créer d'autres restrictions (ne jouer que de dos, uniquement avec les pieds…)
Visuellement proche des combats de taekwondo.
- Transcription : Tsh Tsh Dom Tsh Tsh Dom Tsh Tsh Dom Dom Dom Dom

#### Muzenza
Toque originaire du Candomblé, créé par Mestre Canjiquinha (sa mère et sa sœur étaient dans le candomblé). Il l'avait entendu et est rentré chez lui pour le jouer au berimbau, et s'est longtemps entraîné devant le miroir pour trouver un jeu qui allait avec. Il se joue en montrant du dédain pour son adversaire.
- Transcription : Tsh Tsh Dom Tsh Tsh Dom Tsh Dom, Tsh Tsh Dom Tsh Dom-Dim, Dom-Dom

#### Dandara
Toque créé par Mestre Acarajé en hommage aux femmes qui pratiquent la Capoeira. Dandara était une amoureuse de Zumbi, le roi du Quilombo dos Palmares.
Ce rythme se caractérise par un jeu esthétique et acrobatique, avec des mouvements de dextérité corporelle, individuellement ou par deux.
- Transcription : Tsh Tsh Dom Tsh Dim